# Heidelberg-Marrakesch, einfach
Heidelberg-Marrakesch, einfach ist ein Roman des deutsch-marokkanischen Schriftstellers und Philosophen Fawzi Boubia.
Hégire en Occident ist der Titel der französischen Fassung. Er ist der erste und bisher einzige Roman, der in Marokko auf Deutsch geschrieben und in Deutschland publiziert wurde.
Von dem Roman gibt es auch eine arabische Fassung und eine verbesserte deutsche Version, die unter dem Titel Mein west-östlicher Divan erschienen ist.

## Handlung
Der Ich-Erzähler, ein in Heidelberg lebender marokkanischer Wissenschaftler, in der deutschen Gesellschaft sehr gut integriert, von der deutschen Sprache und Kultur hellauf begeistert, stellt bei den deutschen Behörden einen Antrag auf Einbürgerung.
An einem Dienstag, unmittelbar nachdem der Erzähler einige Tage zuvor mit Freunden und Verwandten sowohl das islamische Opferfest als auch Pfingsten, die zusammenfielen, gefeiert hatte, erhält er die Nachricht, dass sein Antrag auf Einbürgerung angenommen wurde. Euphorisch geht er zunächst einmal in ein Café an der Alten Brücke fürstlich frühstücken. Beim Lesen der Tageszeitung erfährt er von einem schrecklichen Brandanschlag gegen Ausländer, dem eine ganze Familie zum Opfer fällt. Er verzichtet unter diesen Umständen auf die Einbürgerung und irrt an diesem verhängnisvollen Dienstag völlig betroffen, entsetzt und verstört in Heidelberg und Umgebung umher und vergegenwärtigt sich dabei seines Werdegangs in Orient und Okzident.

## Analyse und Kommentare
Nach Hans Robert Jauß ist der Roman „ein seltenes Zeugnis der Begegnung zweier Kulturen“.
Der Roman ist, wie der marokkanische Schriftsteller Habib Mazini in der Zeitung Libération bezeugt, „un vibrant hommage à l’intelligence de tout bord… A lire absolument!“ und dem französischen Literaturwissenschaftler Jacques Proust zufolge vermittelt die Odyssee des Ich-Erzählers bei näherer Betrachtung „eine starke spirituelle Erfahrung“.
Uri Avnerys prompte Reaktion auf das Buch war: „Ich finde es herrlich“.
Die Neue Zürcher Zeitung feierte das Werk als „ungewöhnlichen Exilroman“ und Die Tageszeitung übersteigerte sich zu dem Fazit: „Der unterhaltsame Roman ist seit langem das Beste, was Migrationsliteratur zu diesem Thema hervorgebracht hat.“

## Bibliographie
- Salim Jay, Anthologie des écrivains marocains de l'émigration. Casablanca, Editions La Croisée des Chemins, 2010.
- Les écrivains de la diaspora marocaine, Le Magazine Littéraire du Maroc, Numéro Hors-Série, été 2010.
- Babel Littéraire, Les auteurs marocains écrivent dans toutes les langues... même en allemand, TEL QUEL, Numéro 22, Avril 2006.
- Amina Talhimet et Driss Ksikes, Premier itinéraire romanesque de Fawzi Boubia en allemand. Tolérance marocaine à l’épreuve de la xénophobie. In: Libération, 4 Juli 1996.
- Salwa Idrissi-Moujib, Fawzi Boubia. Heidelberg – Marrakesch, einfach. Mainz: Donata Kinzelbach, 1996.
- Arnold Rothe, "Abschied von einem Mythos?", Heidelberger Jahrbücher, 1997.
- Mustafa Maher, Fawzi Boubias Roman Heidelberg-Marrakesch, einfach oder Das andere Deutschland . In: Ulrich Müller (Hg.), Schnittpunkt der Kulturen, Stuttgart, Akademischer Verlag 1998, S. 397–408.
- Ulrich Müller, Margarete Springeth, Interkulturelle Konflikte zwischen Islam und Europa: Der Roman Heidelberg-Marrakesch, einfach (1996) von Fawzi Boubia. In: Internet-Zeitschrift für Kulturwissenschaften no 5, 5 juillet 1998.
- Habib Mazini, Hégire en Occident de Fawzi Boubia aux Éditions Marsam: Un vibrant hommage à l’intelligence de tout bord. In: Libération, 13. April 2012.
- Zakariae Soltani, Fawzi Boubias Heidelberg-Marrakesch, einfach – Ankunft im Raum kultureller Hybridität. In: Andreas Pott, Khatima Bouras-Ostmann, Rahim Hajji, Soraya Moket (Hrsg.): Jenseits von Rif und Ruhr: 50 Jahre marokkanische Migration nach Deutschland. Springer-Verlag, Wiesbaden 2014, S. 190–198.
- Michaela Holdenried, Geistergespräche. Fawzi Boubias interkulturelle Selbstbefragung in Heidelberg-Marrakesch, einfach (1996). In: Zeitschrift des Korea Women's Research Institute Sungshin University, 2013, S. 5–22.
- Mohammed Elbah, Die Rückkehrfrage am Beispiel von Boubias Werk „Heidelberg-Marrakesch, einfach“. In: Elbah, Hasbane, Möller, Moursli, Tahiri, Tazi (Hrsg.), Interkulturalität in Theorie und Praxis, Publications de l’Université Mohammed V, Rabat, 2015, S. 92–100